# Goussia siliculiformis
Goussia siliculiformis is een soort in de taxonomische indeling van de Myzozoa, een stam van microscopische parasitaire dieren. Het organisme komt uit het geslacht Goussia en behoort tot de familie Eimeriidae. Goussia siliculiformis werd in 1981 ontdekt door Dyková & Lom.